# Meurthe-et-Moselle
Meurthe-et-Moselle é um departamento da França localizado na região do Grande Leste. Sua capital é a cidade de Nancy. O nome do departamento vem dos rios Mosela (Moselle) e Meurthe que o atravessam.